# NGC 1707
NGC 1707 est constitué d'un groupe étoiles situé dans la constellation d'Orion. L'astronome britannique John Herschel a enregistré la position de ce groupe d'étoiles le 8 janvier 1828. Ce groupe d'étoiles a aussi été observé par l'astronome français Guillaume Bigourdan le 25 décembre 1899 et il a été ajouté plus tard au catalogue IC sous la désignation IC 2107.